# Antygwiazdorstwo
Antygwiazdorstwo – fenomen socjologiczny i kulturowy w kinie amerykańskim i światowym przełomu lat sześćdziesiątych i siedemdziesiątych oparty na nowoczesnym typie aktorstwa filmowego, które ostentacyjnie zanegowało tradycyjne standardy i wzorce, jakim przez dziesiątki lat hołdował hollywoodzki star system. Naczelną wartością antygwiazdorskiego stylu aktorstwa stały się pogłębione wizerunki psychologiczne bohaterów filmowych.